# 西澤西

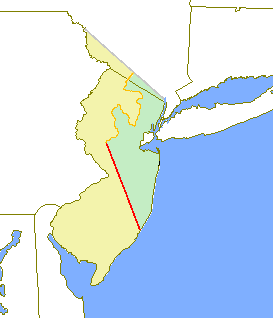
原初的東西澤西省分別以黃綠色顯示。基思線以紅線顯示，考克斯-巴克萊線以橙色顯示

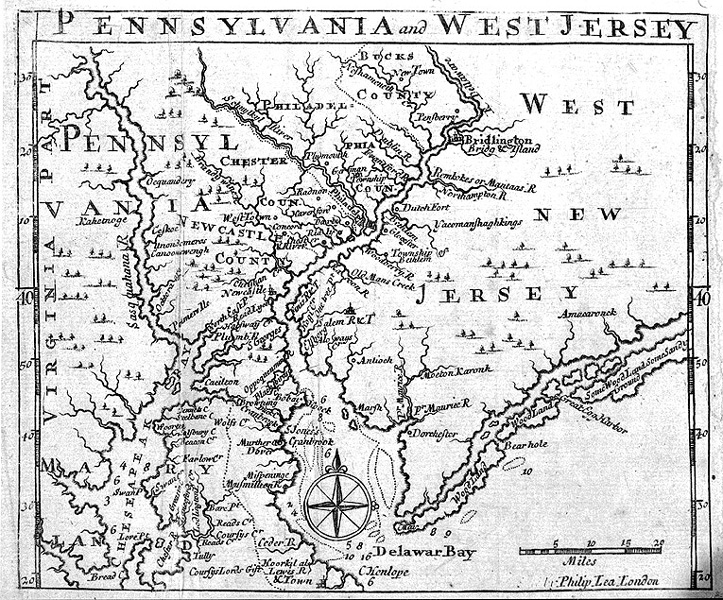
1698年地圖顯示西澤西和賓夕法尼亞州

西澤西（英語：West Jersey）和東澤西是新澤西省的兩個部分。這個情形由1674年起至1702年持續了28年。東西澤西的準確分界線通常都形成嚴重紛爭。